# Arpe (Schmallenberg)
Arpe ist ein Ortsteil der Stadt Schmallenberg in Nordrhein-Westfalen.

## Geografie

### Lage
Das Dorf liegt rund 6 km nordwestlich von Schmallenberg auf einer Höhe von 350 bis 370 m über NN. Die Arper Mühle liegt rund 1 km außerhalb des Ortskerns. Durch den Ort fließt die Arpe. Die Bäche Mühlenbach und Heimke fließen im Ortskern in die Arpe. In der unmittelbaren Umgebung münden noch weitere Bäche in die Arpe.

### Nachbarorte
Angrenzende Orte sind Niederberndorf, Oberberndorf, Selkentrop, Kückelheim, Herschede, Silberg, Keppel und Landenbeckerbruch.

## Geschichte

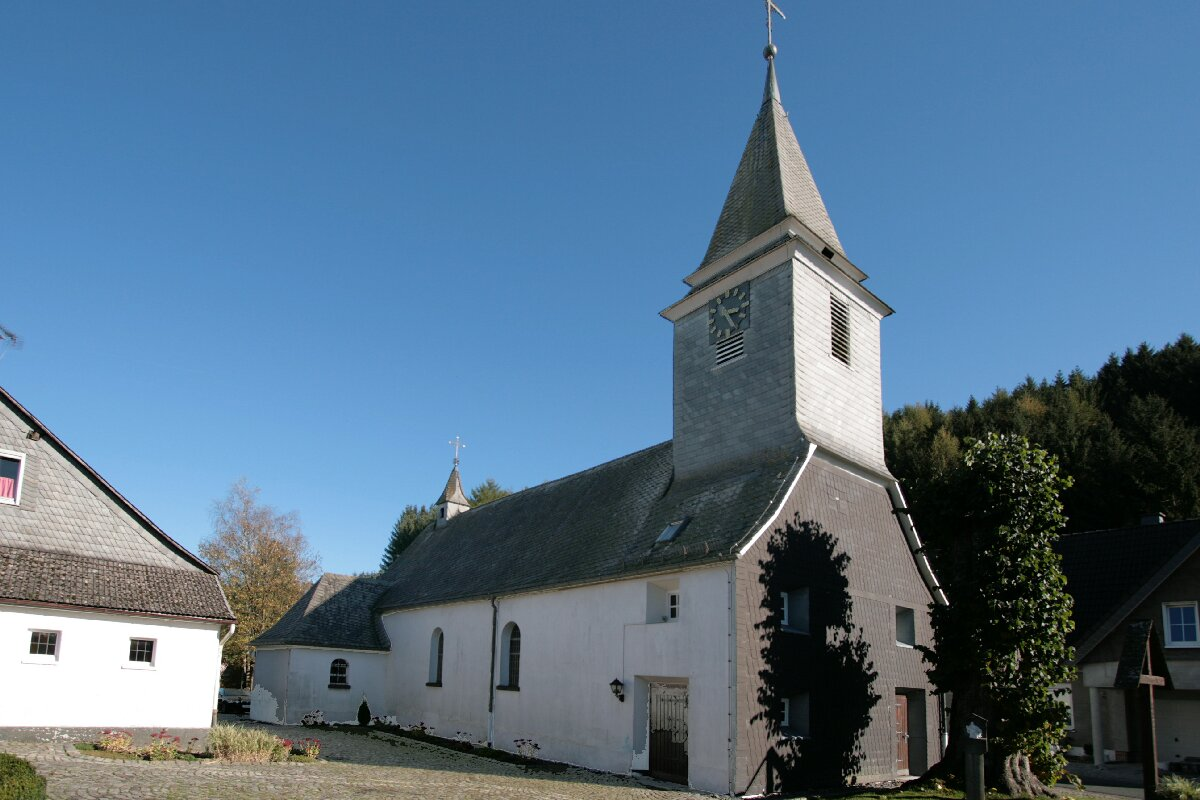
Kirche in Arpe

Der Name Arpe bedeutet „wasserreiches Tal“. Er stammt vermutlich aus dem Keltischen.
Ein im Jahre 1959 gefundenes Feuersteinbeil aus westischem Flint bezeugt eine sehr frühe Besiedlung schon in der Jungsteinzeit. Im Jahr 1348 verkauft ein Conrad Hasenporten 2/3 seines Zehnten in Adorpe.
1476 siedelte eine der ältesten Familien von Arpe, die Familie Vogelheim aus dem Ort Vogelheim nach Arpe über. Auch die Familien Rüssmann, Sasse (Heimes), Möller, Schoerte (Schauerte) und Homerg (Hömer, Hömberg) gehören zu den alten durch Jahrhunderte nachweisbaren Familien von Arpe. Frühe Anhaltspunkte über die Größe des Ortes ergeben sich aus einem Schatzungsregister (diente der Erhebung von Steuern) für das Jahr 1543. Demnach gab es in „Arpe“ 10 Schatzungspflichtige; die Zahl dürfte mit den damals vorhandenen Höfen bzw. Häusern übereingestimmt haben.

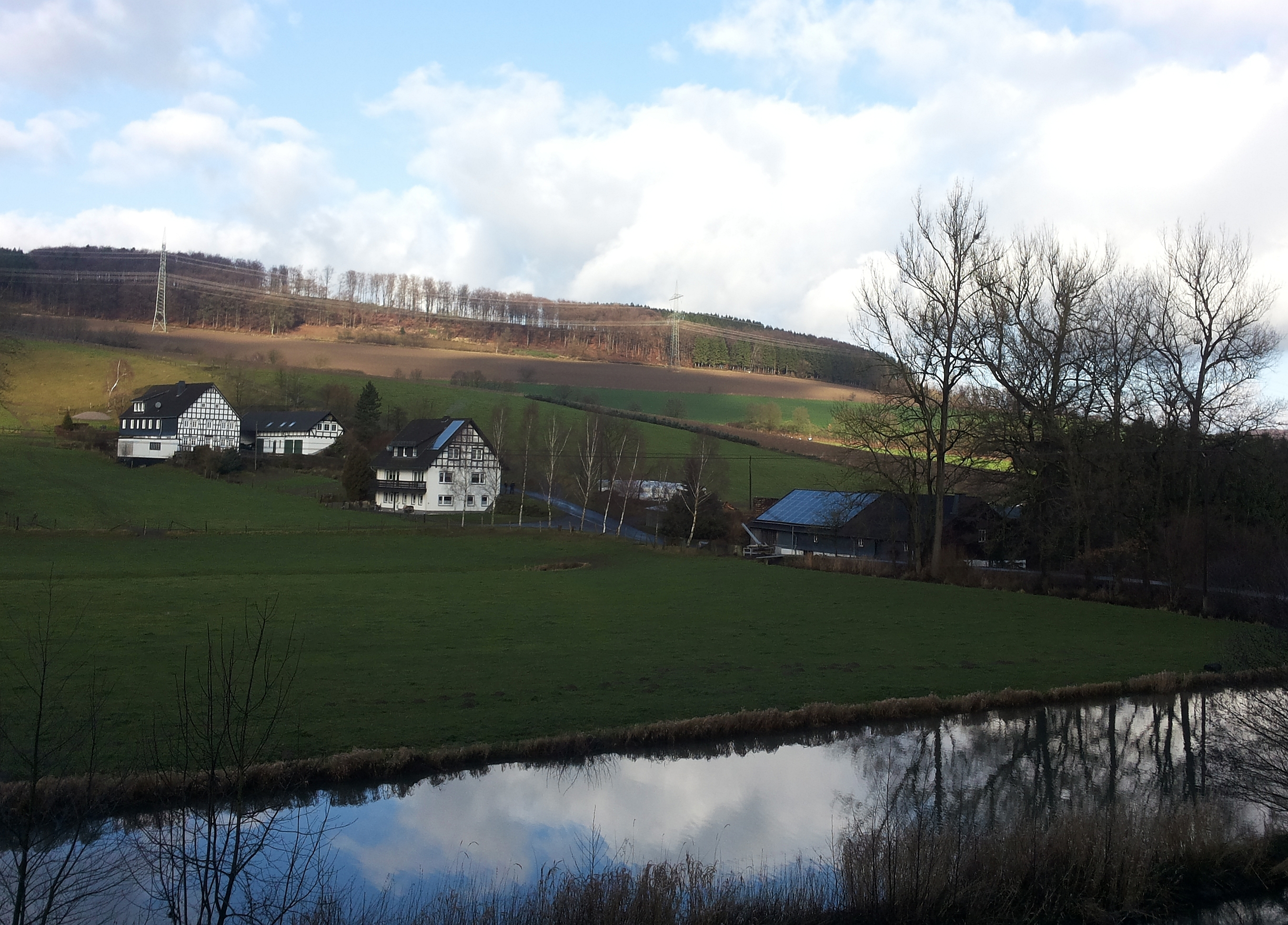
Arper Mühle

Die Arper Mühle wurde 1555 erstmals urkundlich erwähnt. Sie war im Besitz des Kölner Kurfürsten und wurde von Bilstein aus gepachtet. Sie ging 1823 in den Besitz der Familie Sapp über. 1645 wurde Arpen auf der Karte Westphalia Ducatus kartografisch erfasst.
Das ehemalige alte Schulgebäude befindet sich noch heute neben der Kirche. Nachdem dieses Gebäude für Unterrichtszwecke nicht mehr ausreichte, wurde 1937 die neue Schule errichtet. Man verwendete zum Bau Bruchsteine aus dem nahegelegenen Steinbruch, und das Gebäude wurde mit Fachwerk verziert. 1965 erweiterte man die Schule durch einen Anbau. Bis 1975 unterrichtete man hier in 2 Klassenräumen, 1. bis 4., und 5. bis 8. Schuljahr. Nachdem 1975 der Schuldienst eingestellt werden musste, ging das Schulgebäude in Privatbesitz über.
Bis zur kommunalen Neugliederung in Nordrhein-Westfalen gehörte Arpe zur Gemeinde Berghausen. Seit dem 1. Januar 1975 ist Arpe ein Ortsteil der Stadt Schmallenberg.

## Religion

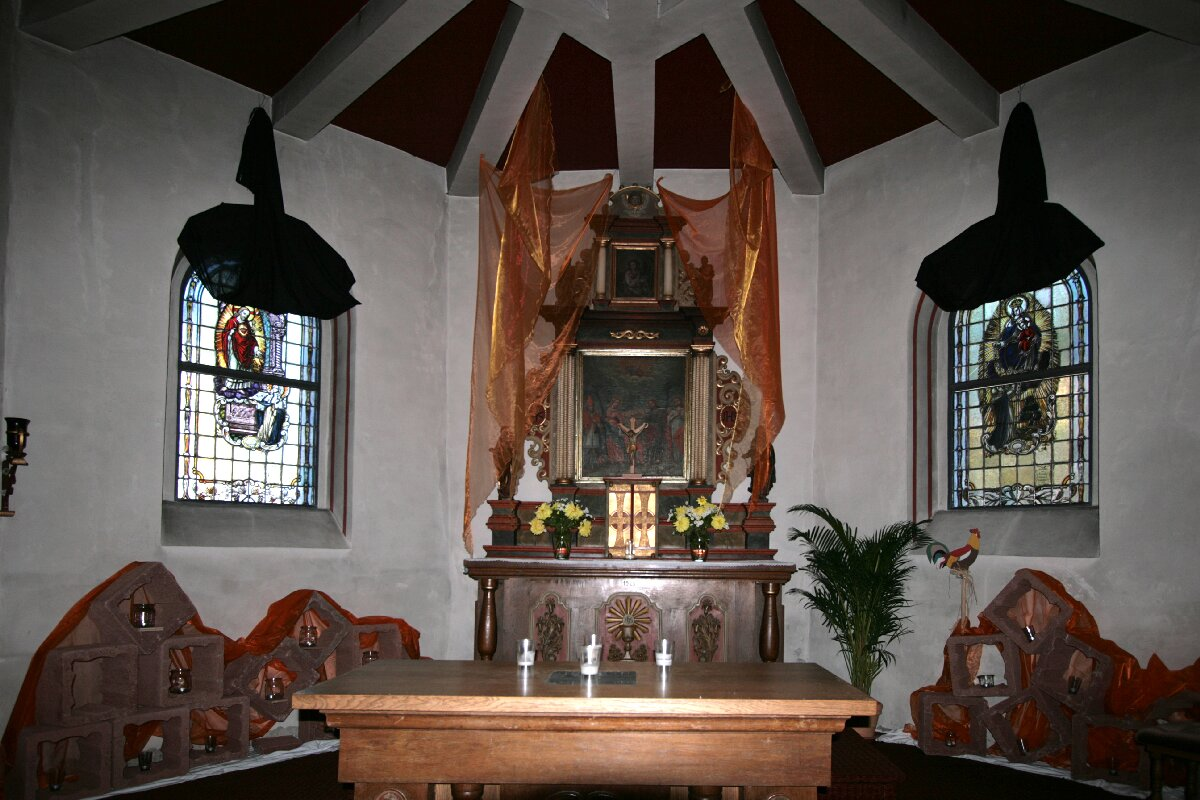
Altar der St.-Antonius-Kirche in Arpe

Das Alter der Arper Kirche ist nicht genau bekannt. Die Kirche wurde im Renaissancestil erbaut und dem Patron St. Antonius, dem Einsiedler geweiht. Der älteste Teil stammt wahrscheinlich aus dem 17. Jahrhundert. Regelmäßiger Gottesdienst an Sonn- und Feiertagen findet seit 1917 statt. Die Filialkirche St. Antonius und der eigene Friedhoff werden vom Kirchenvorstand der Filialkirche Arpe verwaltet. Die Filialgemeinde Arpe gehört heute seelsorgerisch zu Pfarrei St. Cyriakus Berghausen.

## Veranstaltungen
Arpe ist eine Karnevalshochburg im Stadtgebiet Schmallenberg. In der Dorfhalle gibt es mehrmals im Jahr überregionale Veranstaltung, wie z. B. die im Sauerland sehr bekannte Beach-Party (Mai), die Spelunken-Party oder auch die Ballermann-Schneeparty.

## Vereine
Im Ort gibt es folgende Vereine: Männergesangverein Arpe, Frauenchor "Miss Klang", SW SV Arpe, FC Arpe Wormbach, Hallenträgerverein Arpe e. V., Arper Karnevals Gesellschaft (AKG)